# Список залізничних станцій і роз'їздів України (Є)
Список станцій Українських залізниць
| Станція                | Тип | Залізниця      | Дирекція | Код ЄМР | Код Експрес-3 | Рік заснування | Населений пункт         | Експ. коди    |
| ---------------------- | --- | -------------- | -------- | ------- | ------------- | -------------- | ----------------------- | ------------- |
| Євгенівка              | рзд | Одеська        | 4        | 416110  | 2209517       | 1973           |                         |               |
| Євпаторія-Вантажна     | ст  | Придніпровська | 4        | 474608  | 2210120       | 1915           | Євпаторія               | Експ.: 474703 |
| Євпаторія-Курорт       | ст  | Придніпровська | 4        | 474614  | 2210770       | 1915           | Євпаторія               |               |
| Єградківка             | зп  | Одеська        | 2        | 423237  |               |                |                         |               |
| Єзерська               | зп  | Південна       | 2        | 443476  | 2204991       |                |                         |               |
| Єзупіль                | ст  | Львівська      | 4        | 387909  | 2218207       | 1866           | Єзупіль                 |               |
| Єлизаветівка           | ст  | Придніпровська | 3        | 477805  | 2210875       | 1898           | Єлизаветівка            |               |
| Ємилівка               | ст  | Одеська        | 2        | 409309  | 2209474       | 1899           | Ємилівка                |               |
| Ємилівка вузькоколійна | ст  | Одеська        | 2        | 409812  |               |                | Ємилівка                |               |
| Єнакієве               | ст  | Донецька       | 2        | 488706  | 2214170       | 1904           | Єнакієве                |               |
| Єреміївка              | ст  | Одеська        | 1        | 405525  | 2208468       | 1865           | Калантаївка, Благодатне |               |
| Єрестове               | зп  | Південна       | 4        | 425529  | -             |                |                         |               |
| Єфремівська            | ст  | Придніпровська | 4        | 474900  | 2210722       | 1965           |                         |               |